# Sant Cebrià de Vallalta
Sant Cebrià de Vallalta ist eine katalanische Gemeinde in der Provinz Barcelona im Nordosten Spaniens. Sie liegt in der Comarca Maresme.

## Sehenswürdigkeiten
- Kirche Sant Cebrià de Vallalta

## Impressionen

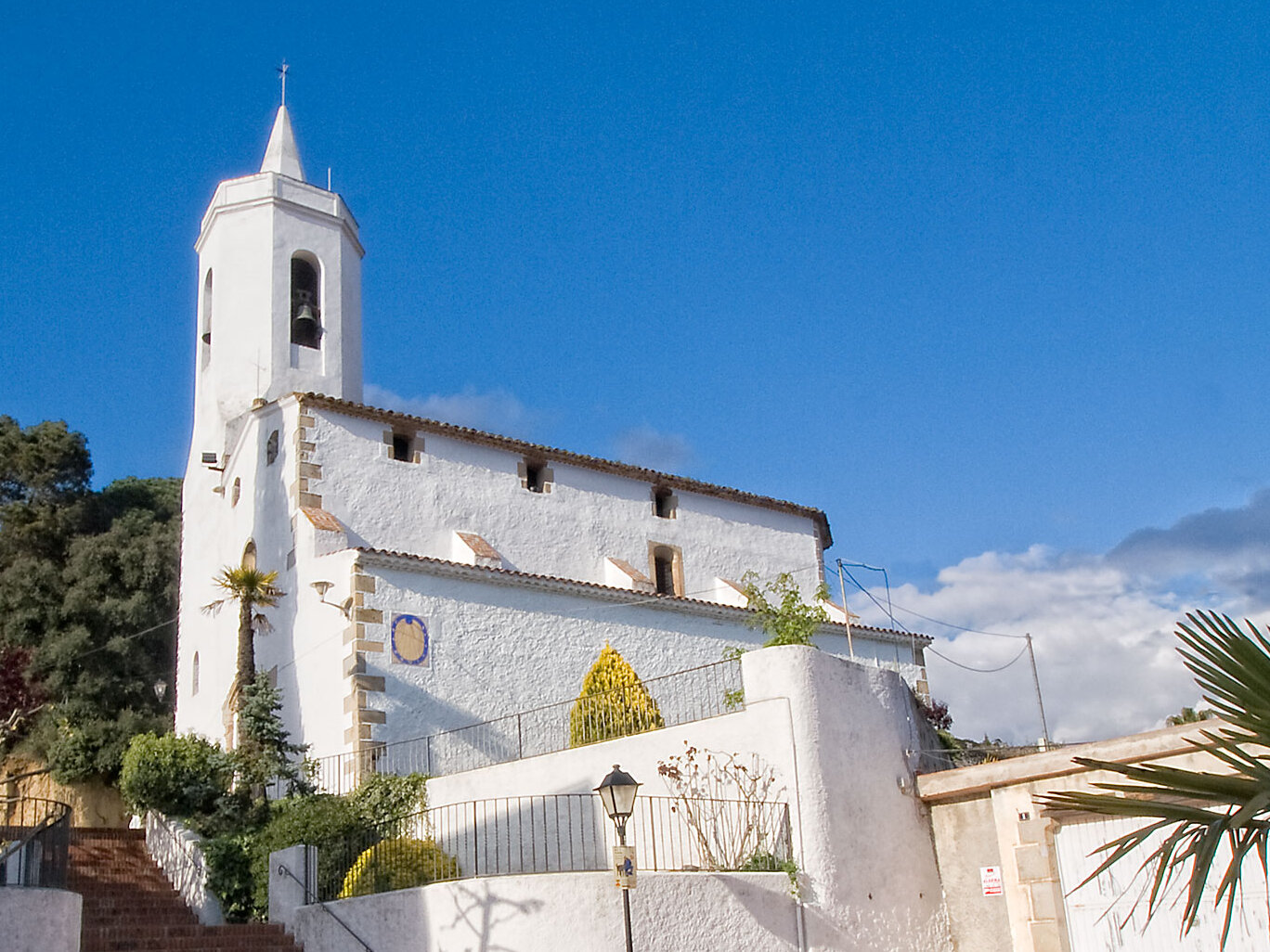
Kirche
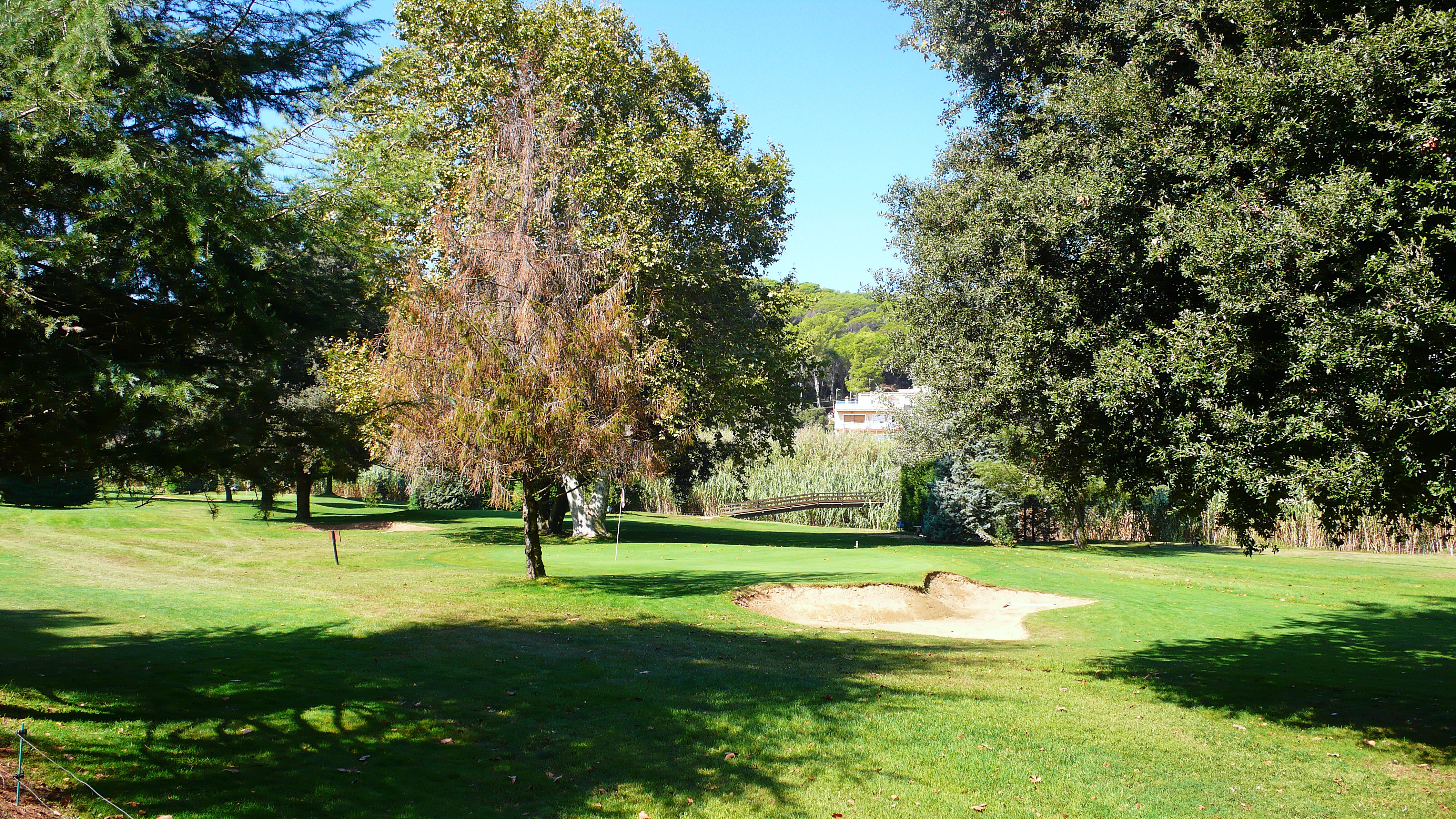
Golfplatz
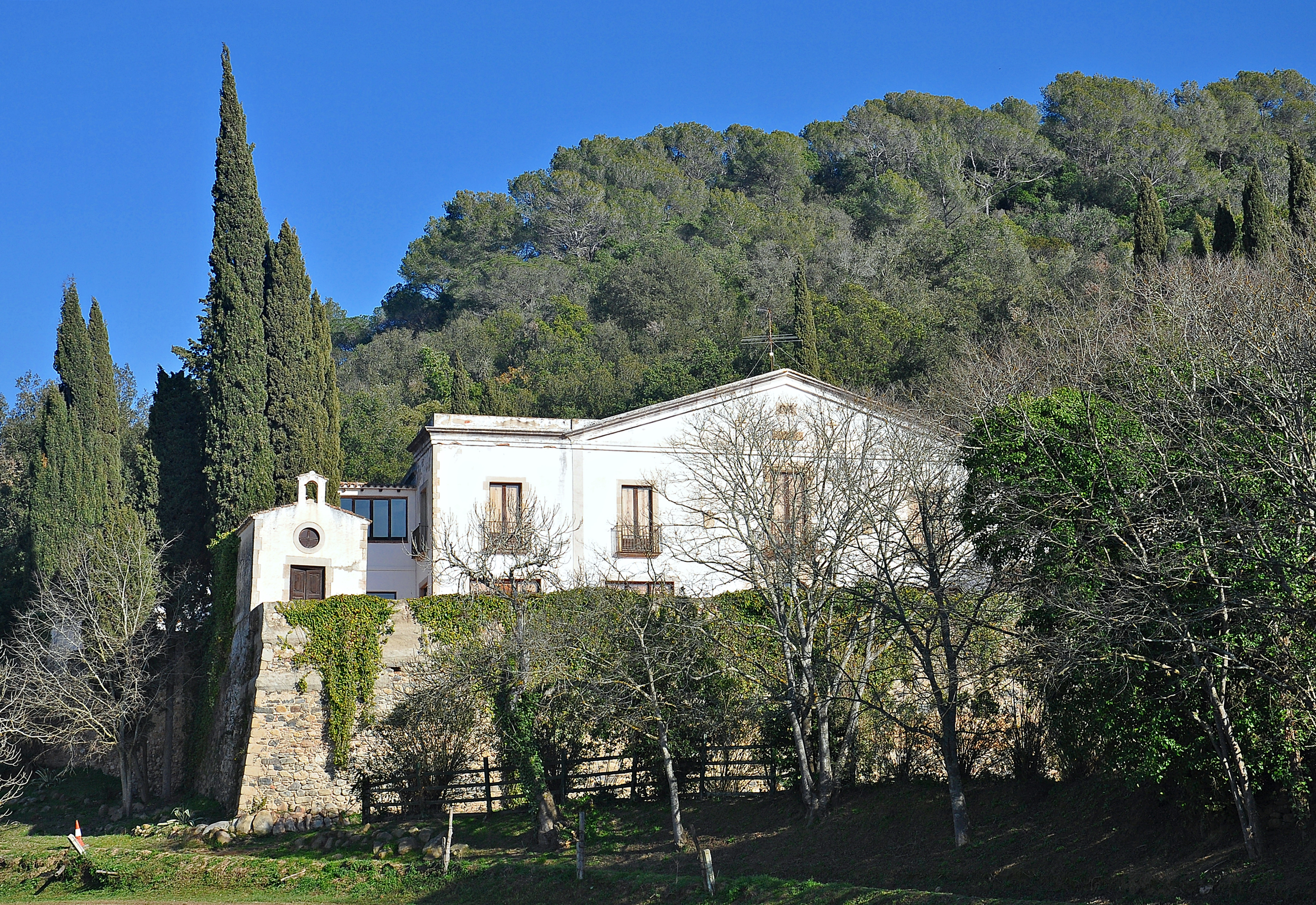
Historisches Landhaus Masia de Can Mates
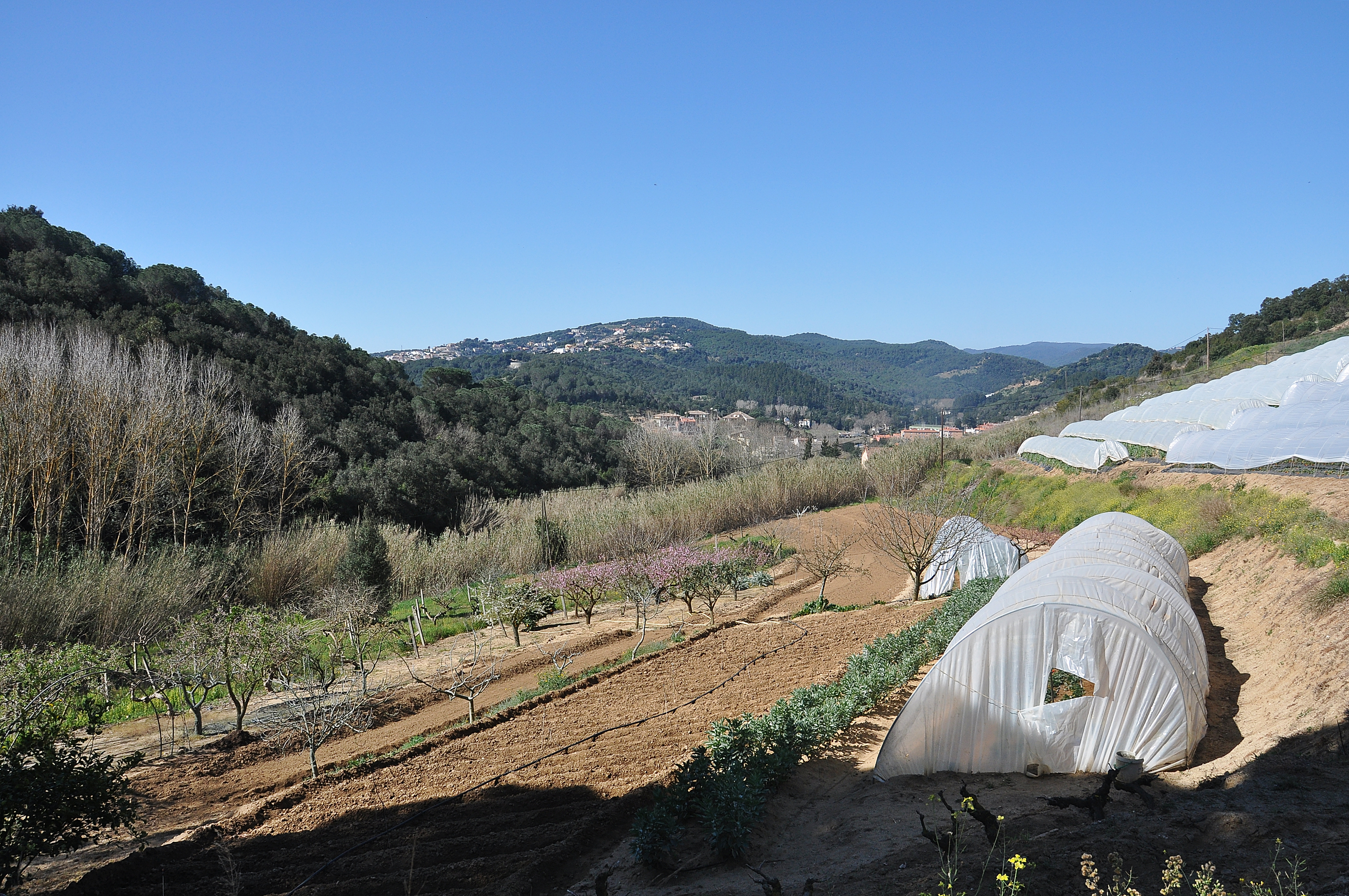
Gewächshäuser für Erdbeeren und Felder